# Yves François
Pour les articles homonymes, voir François.
Yves François est un ichtyologiste français, né en 1914 à Avignon et mort en 2000 à Épinay-sur-Orge.

## Carrière
Il travaille d’abord à l’aquarium du Musée des colonies (aujourd’hui Musée des arts africains et océaniens) (1936-1938). En 1940-1942, il est préparateur à la Faculté des sciences de Marseille auprès de l’ichtyologiste et  historien des sciences Georges Petit (1892-1973).
Après avoir été assistant aux Eaux et forêts de Paris (1945-1947), il est assistant au Muséum national d'histoire naturelle jusqu’en 1956. Il prépare sa thèse dans le laboratoire d’embryologie comparée d’Emmanuel Fauré-Fremiet (1883-1971) qu’il soutient en 1957 sous le titre de Recherches sur l'anatomie et le développement de la nageoire dorsale des téléostéens.
François entre alors à la Faculté des sciences de Paris où il occupe successivement les fonctions d’assistant, chef de travaux, chargé de cours, maître de conférences et enfin professeur, dernière fonction qu’il occupe jusqu’à son départ à la retraite en 1982.
Il travaille notamment sur les copépodes et l’histoire des sciences, mais c’est surtout l’anatomie, en particulier du squelette, des poissons qui retient son attention. Il étudie ainsi longuement le développement et l’évolution de la nageoire dorsale. Outre ses travaux de recherches, son action de pédagogue a été remarquable.

## Œuvres
- François Jean Meunier (2000). Yves François (1914-2000), Cybium, 24, 4 : 317-318.